# Taurus (azienda)

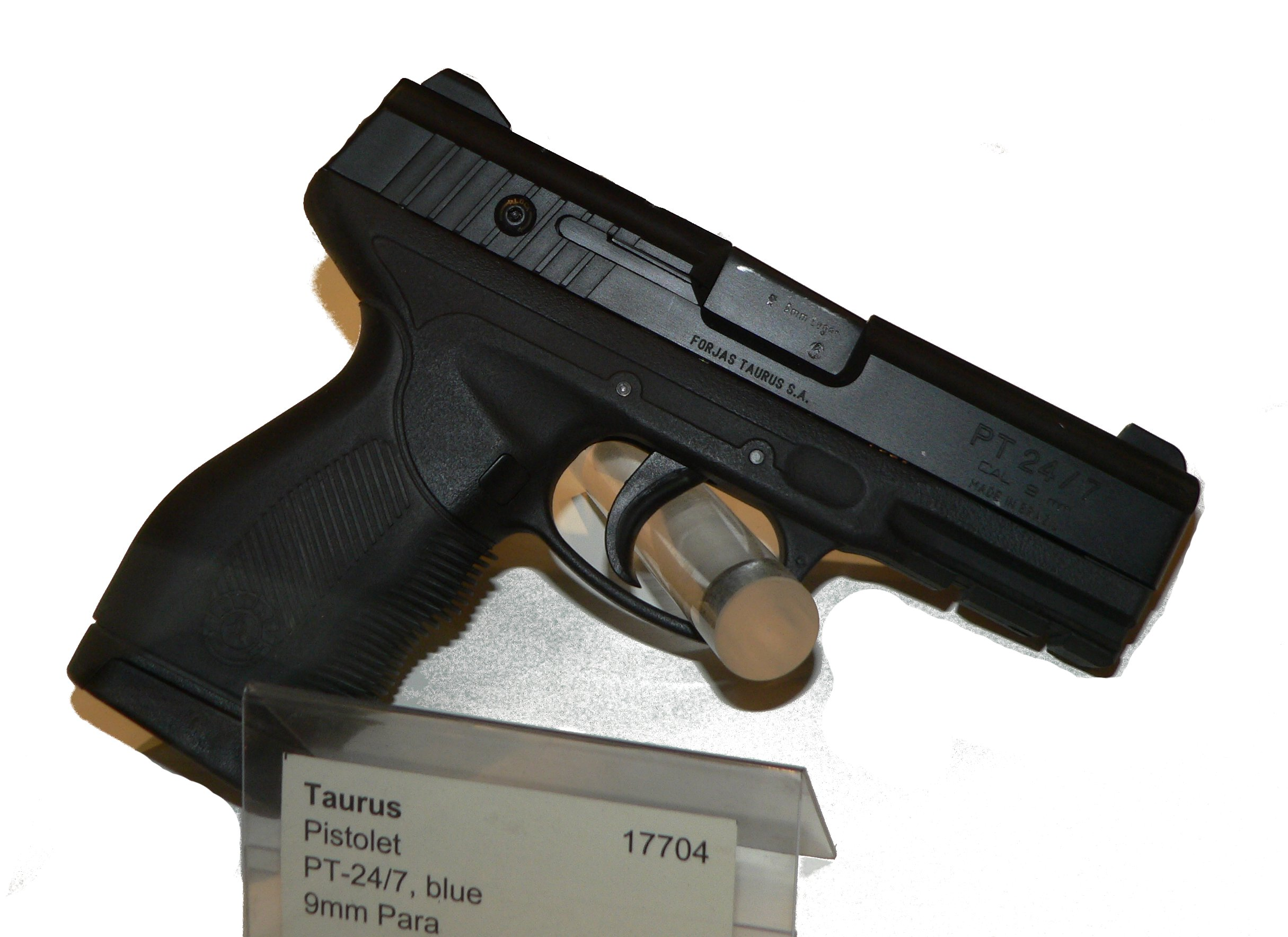
Taurus-PT24/7

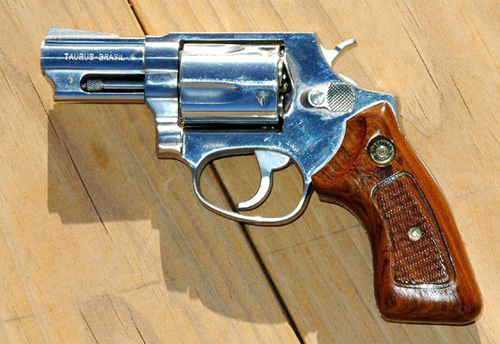
Taurus Model 605

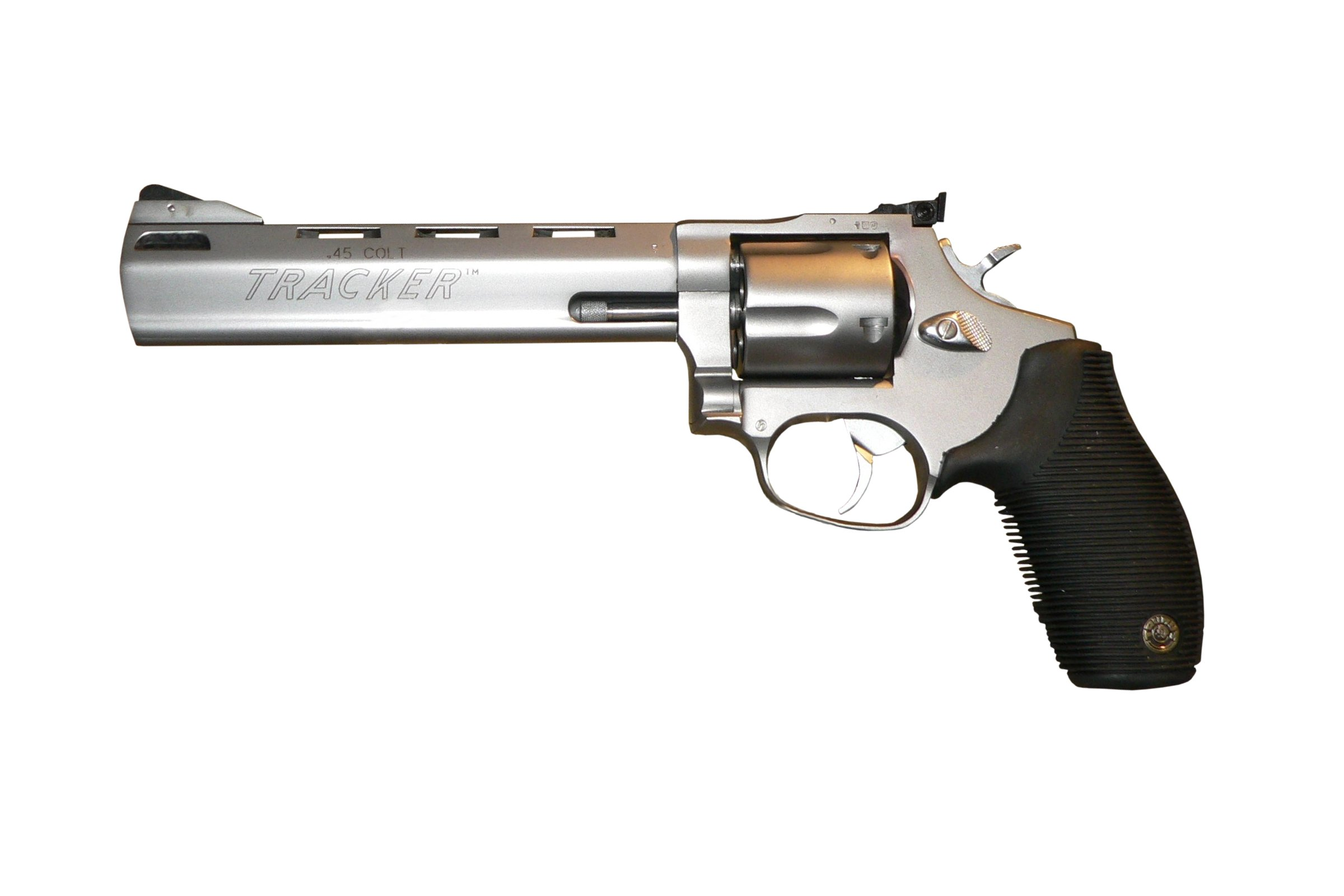
Taurus Tracker

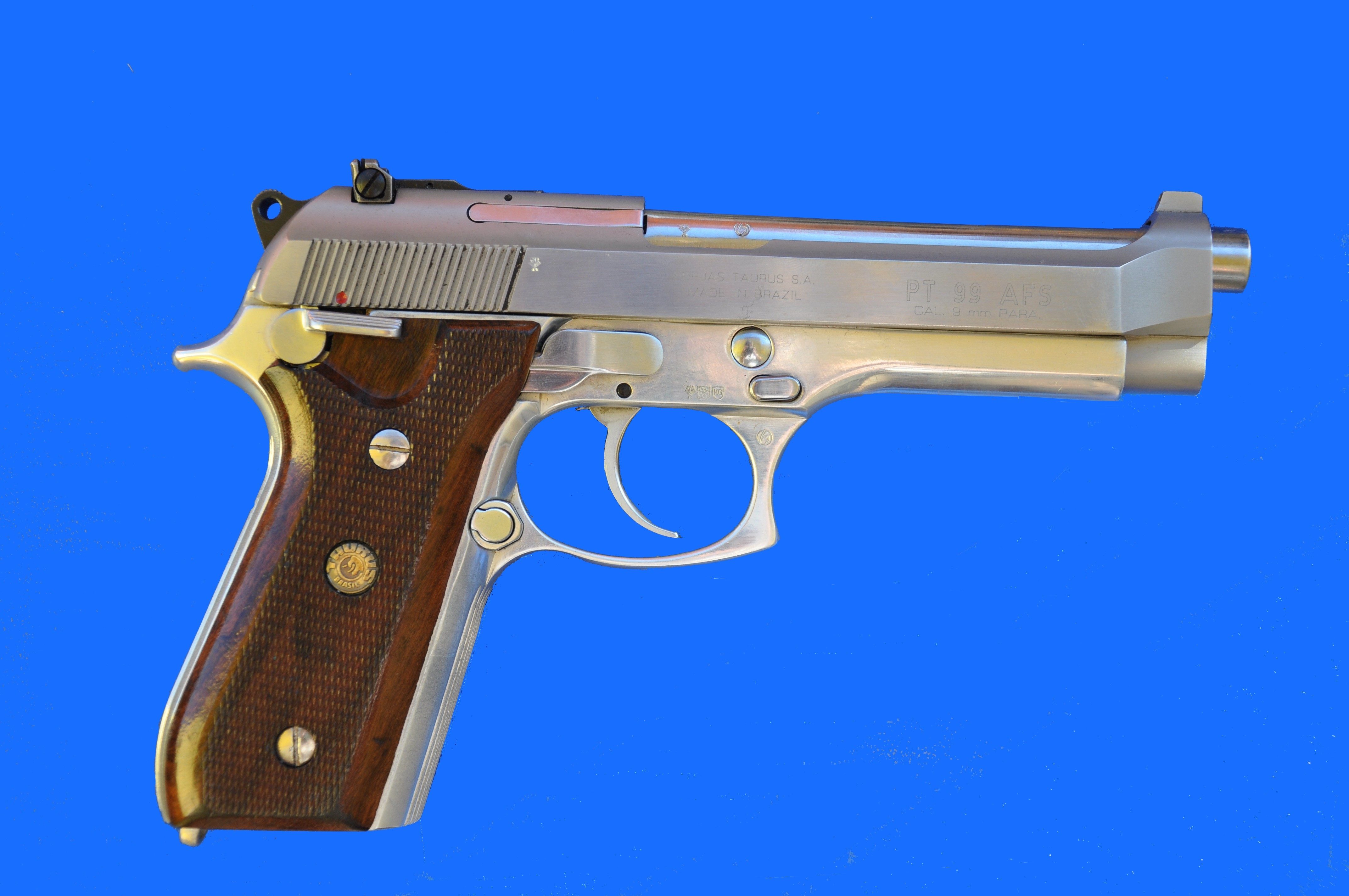
Taurus PT99

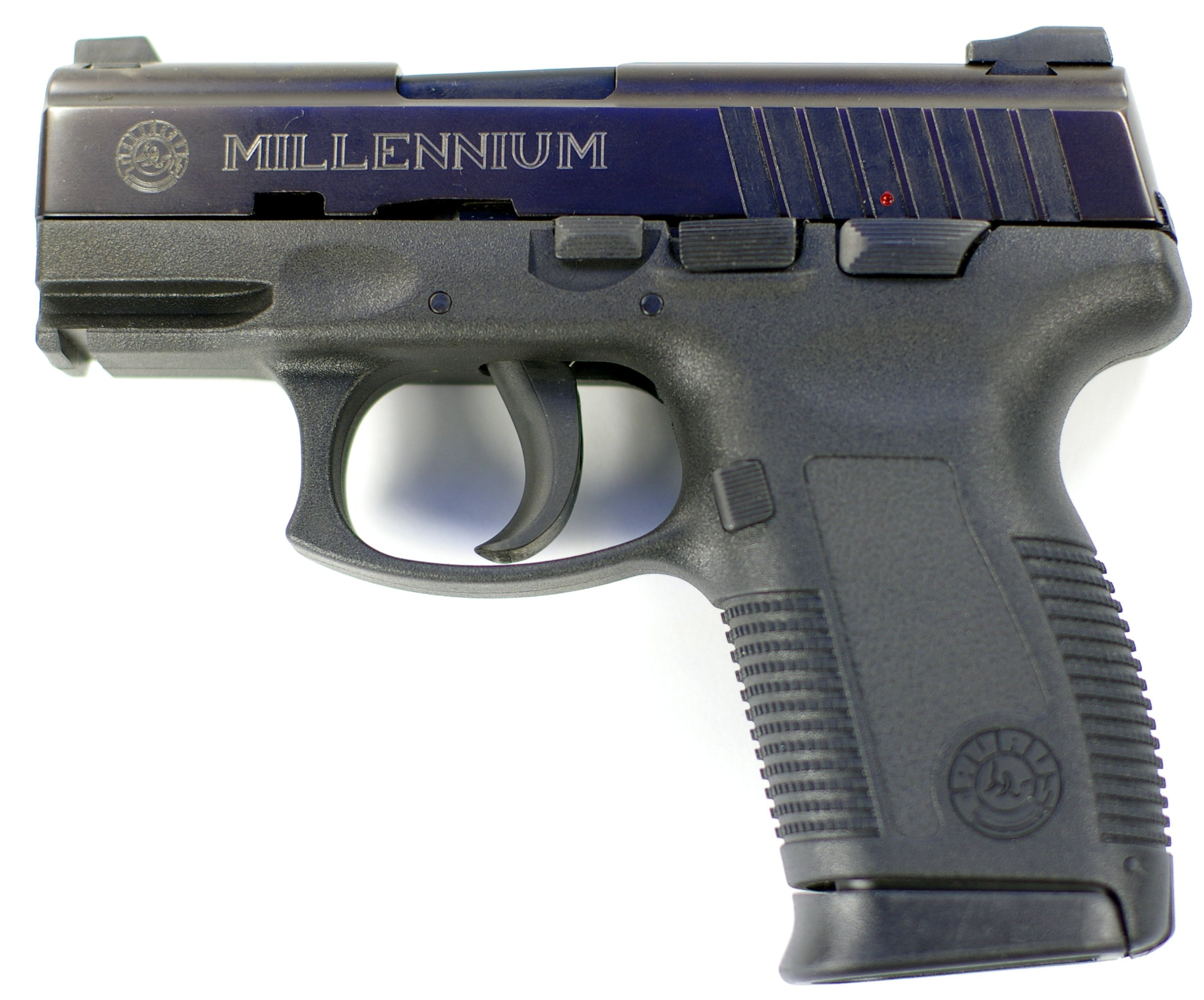
Taurus Millennium PT145

La Taurus Armas è un'azienda produttrice di armi che ha sede a Porto Alegre in Brasile, fondata nel 1939.

## Storia
La Taurus ha prodotto la sua prima rivoltella, il modello 38101SO nel 1941. Successivamente, nel 1968, l'azienda iniziò ad esportare negli Stati Uniti d'America.
Nel 1970 la Bangor Punta Corporation (di proprietà Smith & Wesson) acquistò il 54% del gruppo, permettendo uno scambio di know-how fra le società. Sette anni dopo la Bangor Punta Corporation vendette agli attuali proprietari.
Durante il 1980 dopo che l'italiana Beretta aveva onorato un contratto con il Brasile, la Taurus compì il salto di qualità comprando sia una sua fabbrica a San Paolo sia forza lavoro e know-how, per produrre nuovi diversi modelli di pistole. Per poter soddisfare meglio il mercato americano nel 1982 venne creata una società figlia, la Taurus International Manufacturing Incorporated, meglio conosciuta come Taurus USA.
Nel 1989 si tenne il cinquantesimo anniversario dalla data di fondazione del gruppo. Cinque anni dopo il gruppo ottenne la certificazione ISO 9001. Solo la Taurus e un'altra azienda produttrice di armamenti la possiede.

## Prodotti
La produzione della Taurus comprende pistole sia con fusto in acciaio che in polimeri (come la serie Millennium), rivoltelle, armi automatiche e fucili per le forze dell'ordine, queste ultime destinate al mercato interno brasiliano.
La Taurus ha tra le sue maggiori prerogative di costruire e vendere i suoi prodotti ad un prezzo notevolmente inferiore a quello di armi simili di marchi rinomati, questo per il minor costo del lavoro e avendo anche la capacità di produrre in proprio ogni parte dell'arma.
L'azienda offre inoltre alcune caratteristiche uniche rispetto ad armi simili, per esempio mentre pistole in polimero come la Glock hanno sicure automatiche interne, le equivalenti Taurus hanno sicure manuali esterne.
Una delle semiautomatiche di maggior successo della Taurus è stata la PT92, modello simile alla serie Beretta 92 costruito su licenza, con l'aggiunta della sicura ambidestra. Tra le più recenti aggiunte alla produzione Taurus vi è la PT1911, copia della Colt 1911 parzialmente ridisegnata e aggiornata. Sono state inoltre introdotte le rivoltelle Tracker e Judge, la prima con tamburo da 7 colpi nella versione in .357 Magnum e la seconda con tamburo a 5 colpi progettato per accettare sia il calibro .410 che il .45 Colt. Entrambi i modelli vengono prodotti anche in calibri superiori: la "Tracker" .44 Magnum e la "Judge" 454 Casull.

### Semiautomatiche
- Taurus PT57
- Taurus PT58
- Taurus PT59
- Taurus PT92
- Taurus PT24/7
- Taurus Millennium
- Taurus PT1911
- Taurus PT22
- Taurus PT911
- Taurus PT909
- Taurus PT938
- Taurus PT94
- Taurus G2c
- Taurus G3
- Taurus TH380

### Rivoltelle
- Taurus 85 38 special
- Taurus Raging Bull
- Taurus Model 608
- Taurus Model 85
- Taurus Model 82
- Taurus Model 4510
- Taurus Model 617
- Taurus Model 66
- Taurus Model 669
- Taurus Model 689
- Taurus Model 44